# Clyde (fiume)
Il fiume Clyde (Cluaidh in gaelico scozzese) è il più importante fiume della Scozia. Con i suoi circa 170 km di lunghezza  è il decimo fiume più lungo della Gran Bretagna ed il terzo della Scozia. Il Clyde bagna la più popolosa città scozzese, Glasgow, dove è attraversato da numerosissimi ponti quali il Kingston Bridge e il Bell's Bridge. Un tempo poteva essere anche considerato il fiume più importante in quanto a cantieri navali e scambi commerciali di tutto l'impero britannico.

## Corso del fiume

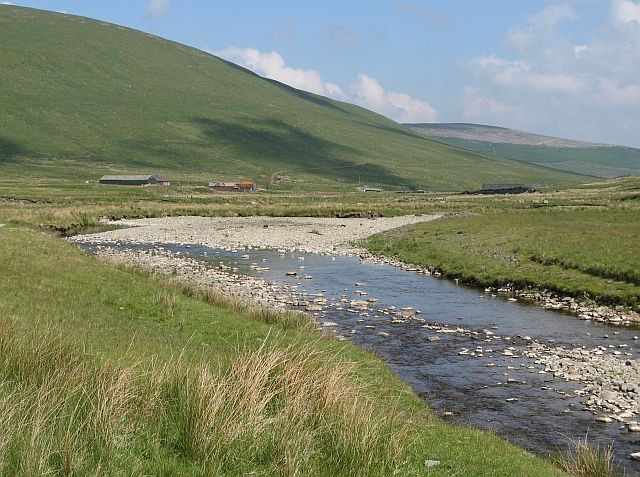
Uno dei due rami sorgentizi, il Daer

Il Clyde nasce tra le alture denominate Lowther Hills nel Lanarkshire Meridionale. È formato dalla confluenza di due rami principali, il Daer e il Potrail. Il fiume quindi forma le Cascate del Clyde e bagna il villaggio operaio di New Lanark, dirigendosi quindi a nord-ovest. Unitosi al fiume Avon continua il proprio corso attraversando la parte sud-occidentale della Scozia. Tra le città di Motherwell e Hamilton il naturale corso del fiume è stato alterato per creare il lago artificiale nel parco dello Strathclyde. Parte del corso originale è ancora visibile tra l'isola e la riva est del lago. Il fiume scorre quindi attraversando i centri abitati di Blantyre e Bothwell, quest'ultimo famoso per il suo castello (castello di Bothwell).

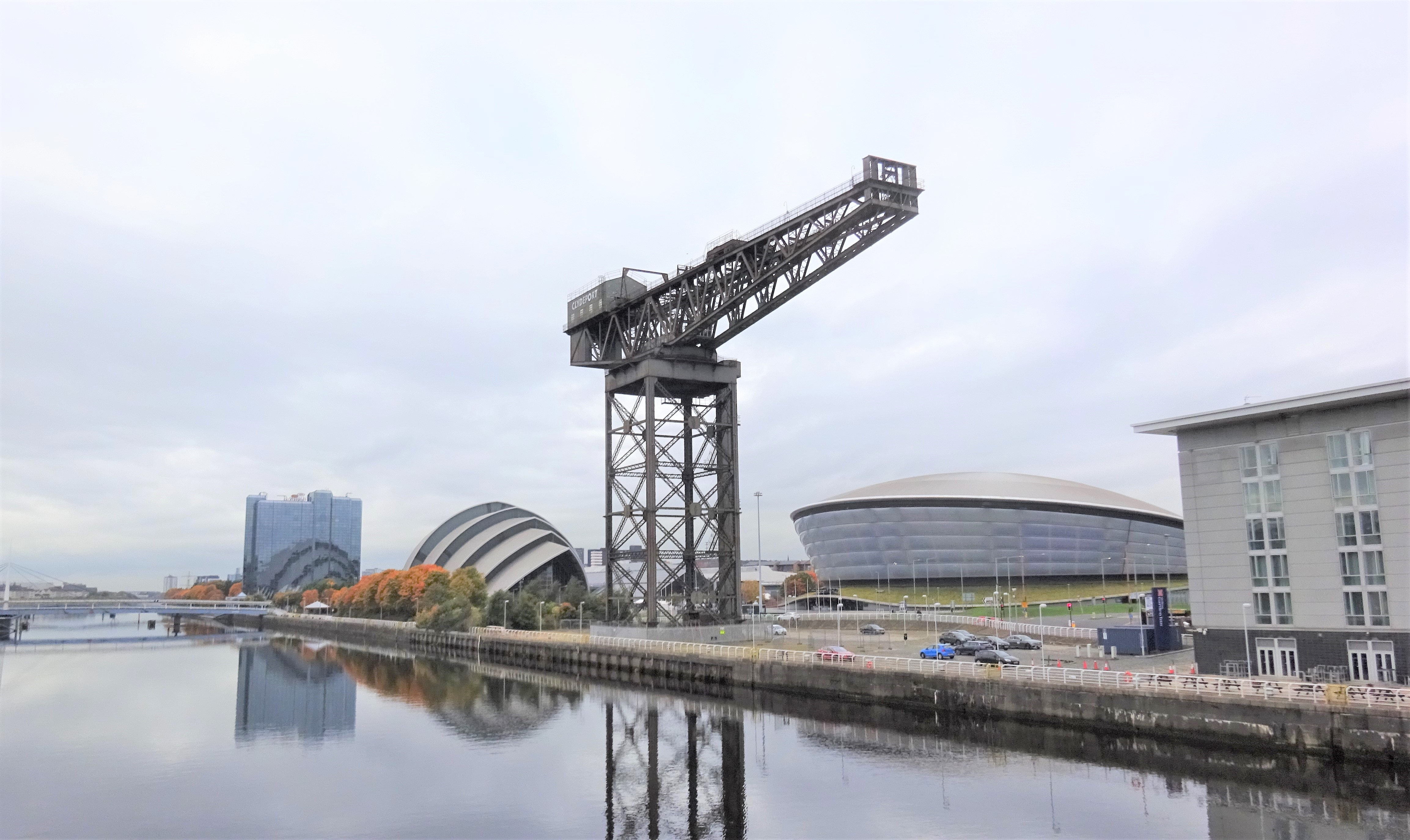
Il Clyde a Glasgow, con alcuni dei moderni edifici che si affacciano sulle sue rive

Attraversato Uddingston il fiume raggiunge la città di Glasgow e quindi il porto di Glasgow per sfociare definitivamente nell'Oceano Atlantico formando l'ampia baia del Firth of Clyde.